# Susan Kronborg
Susan Kronborg (5 de julho de 1968, em Seul) é uma política sul-coreana-dinamarquesa, membro do Folketing pelo Partido Social Liberal. Ela entrou no parlamento no dia 17 de junho de 2021 depois de Morten Østergaard ter renunciado ao cargo.

## Carreira política
Kronborg concorreu às eleições legislativas dinamarquesas de 2019, onde recebeu 1.522 votos. Este número não foi suficiente para ser eleita para o parlamento, mas ela tornou-se na principal suplente do Partido Social Liberal no eleitorado da Jutlândia Oriental. Kronborg substituiu Morten Østergaard de 10 de novembro de 2021 até 16 de junho de 2021, até que Morten Østergaard renunciasse ao cargo. A partir de 17 de junho de 2021, ela entrou no parlamento como membro permanente, substituindo Morten Østergaard e assumindo o seu assento.